# Cephalaria cedrorum
Cephalaria cedrorum är en tvåhjärtbladig växtart som beskrevs av Mout. Cephalaria cedrorum ingår i släktet jätteväddar, och familjen Dipsacaceae. Inga underarter finns listade i Catalogue of Life.